# Brandabschnitt

Querschnitt eines mehrgeschossigen Gebäudes, das durch Brandwände (dicke Linien) in drei Brandabschnitte eingeteilt wurde

Ein Brandabschnitt ist ein baulich abgegrenzter Bereich, der im Schadensfall (Brandfall) bestimmungsgemäß ausbrennt und somit keinen Brandüberschlag auf andere Brandabschnitte zulassen darf. Die Brandausbreitung auf angrenzende Abschnitte wird durch Brandwände verhindert.
Im Allgemeinen umfasst ein Brandabschnitt alle Geschosse eines Gebäudes. Die Brandwand wird in einem Zuge durch alle Geschosse durchgezogen (im Beispielbild die Trennung zwischen BA I und BA II). Unter bestimmten Voraussetzungen dürfen Brandabschnitte auch versetzt gebildet werden (im Beispielbild die Trennung zwischen BA II und BA III), jedoch müssen dann die Decken und die Außenwände zwischen den versetzten Brandwänden feuerbeständig sein, um eine Brandausbreitung über die Trennung hinweg zu verhindern. Aus demselben Grund müssen Öffnungen in der Nähe der Brandabschnittstrennungen besondere Anforderungen erfüllen.

## Unterscheidung von Brandabschnitten und Nutzungseinheiten
Genau wie Brandabschnitte müssen auch Nutzungseinheiten untereinander durch Bauteile mit Feuerwiderstand (sogenannte Trennwände) getrennt werden. Ebenfalls bei beiden richten sich die genauen Anforderungen an die trennenden Wände nach der Einstufung des Gebäudes.
Im Gegensatz zu Trennwänden müssen Brandwände jedoch auch mechanischer Belastung standhalten. So wird eine Brandweiterleitung, selbst bei der vollständigen Zerstörung eines Brandabschnittes, verhindert. Auch bestehen bei Trennwänden deutlich niedrigere Anforderungen an den Verschluss von Öffnungen (Türen, Fenster, Leitungen), so dass bei diesen bereits nach kurzer Zeit, selbst bei Einhaltung aller Vorschriften, Rauch und Feuer durchtreten kann. Demgegenüber müssen Brandwände über die komplette Dauer (in der Regel 90 Minuten) jegliche Brandausbreitung unterbinden.
Brandabschnitte müssen, mit wenigen Ausnahmen, in allen Geschossen den gleichen Grundriss aufweisen. Dementgegen können Nutzungseinheiten beliebig und von Geschoss zu Geschoss verschieden abgetrennt werden. Häufig weist ein Brandabschnitt mehrere Nutzungseinheiten auf. Da die Nutzungseinheit im Baurecht jedoch nicht eindeutig definiert ist, können bei großen Gebäuden mehrere Brandabschnitte innerhalb einer Nutzungseinheit liegen. Dies stellt jedoch einen seltenen Sonderfall da.

## Gesetzliche Anforderungen
Die genauen Anforderungen wann eine Unterteilung in Brandabschnitte vorzusehen ist und welche Anforderungen diese erfüllen muss stehen in den Bauordnungen des jeweiligen Bundeslandes. Teilweise legen Sonderbauverordnungen andere Anforderungen fest.

## Grundfläche eines Brandabschnittes
Ein häufiger Irrtum ist die zulässige Grundfläche eines Brandabschnittes. Diese wird fälschlicherweise mit 1.600 m2 angegeben. Dies liegt daran, dass die Bauordnungen eine Trennung in Brandabschnitte spätestens alle 40 m vorsieht (§30 Abs. 2 Nr. 2 Musterbauordnung). Rechnerisch sind so, bei einem quadratischen Brandabschnitt, 1.600 m2 möglich. Jedoch lässt sich darauß nicht ableiten, dass auch ein Gebäude mit einem rechteckigen Grundriss von 60 m mal 20 m ohne Brandabschnitttrennung zulässig ist. Den neben der reinen Grundfläche sind auch Faktoren wie die durch die Feuerwehr zu überbrückende Distanz bei der Bewertung zu berücksichtigen.
Für Sonderbauten gelten teilweise andere Anforderungen. So sind in Industriebauten, je nach Bauart, zwischen 800 m2 und 10.000 m2 vorgeschrieben. Teilweise hängt die zulässige Größe eines Brandabschnittes auch von der vorhandenen Anlagentechnik (z. B. Sprinkleranlage) ab. Ein Beispiel hierfür sind Verkaufsstätten.